# Матчи СССР — США по борьбе
Матчевые встречи сборных СССР — США по борьбе (англ. USA—USSR Olympic wrestling series) проводились в 1958—1991 годах. Встречи начались в рамках международного сотрудничества в сфере спорта между двумя странами, что было предусмотрено соглашением Лэйси—Зарубина. Поскольку борьба является популярным видом спорта в обеих странах (особенно в США), эти встречи были важным событием в спортивной жизни обеих стран, важным событием в мире борьбы. Встречи проводились в вольном стиле, изначально только среди взрослых спортсменов, затем стали проходить также встречи среди юниоров и в частных случаях встречи сборных по греко-римской борьбе. С 1973 по 1991 годы поездки сборной СССР в США нередко приурочивались к розыгрышу Кубка мира по вольной борьбе (который так же проводился в формате матчевых встреч сборных команд), семнадцать раз проходившего в Толидо в марте—апреле. Поездки сборной США как правило согласовывались с проведением ежегодного Международного турнира по борьбе в Тбилиси, в котором американские борцы участвовали непрерывно с 1971 года, и приходились на январь—февраль. С начала встреч в апреле 1958 года до декабря 1988 года сборная СССР и сборные советских республик не проиграли ни одной встречи со сборной США и региональными сборными штатов (и ни одного кубка мира с 1958 до 1980 года). Для советской сборной по вольной борьбе, участие в матчевых встречах с США было третьим по значимости приоритетом в соревновательном графике после Олимпийских игр и Кубка мира.

## История
Матчи СССР — США по вольной борьбе попеременно в обеих странах начались в 1958 году в соответствии с п.п. 3-4 («Матчи по борьбе») раздела XI («Обмен спортсменами и спортивными командами») соглашения Лэйси—Зарубина. 5—17 апреля 1958 года в США находилась сборная команда СССР в составе двенадцати человек (8 борцов, 3 тренера и зам. председателя Госкомспорта СССР), составленная из спортсменов, которые имели олимпийские медали или победы на чемпионатах СССР и мира, посетив Лонг-Айленд, Оклахому, Нью-Йорк, где провела встречи со сборной США, привлекая рекордную по тем временам зрительскую аудиторию, а также посетила Музей Уилла Роджерса в Клэрморе. Оклахома стала местом проведения трёх из четырёх официальных матчей, поскольку шестеро из восьми членов американской сборной были оклахомцами. По оценке американских обозревателей, наблюдавших за схватками на ковре, советская команда продемонстрировала явное превосходство над американцами, как по уровню мастерства, так и по уровню своей тренированности. А 18—27 июня 1959 года СССР с ответным визитом посетила Национальная сборная команда США в составе одиннадцати человек (8 борцов — победители прошедшего в апреле чемпионата США по вольной борьбе, тренер и сопровождающие), которая в рамках своего восточноевропейского турне (СССР — ПНР — НРБ) отыграла в общей сложности 8 матчей в Москве, Ленинграде, Киеве, Тбилиси, Варшаве и Софии, против сборных РСФСР, УССР, ГрССР, ПНР и НРБ соответственно. Лучшим борцом сезона 1958—1959 гг. был признан Терри Маккэнн, не проигравший ни одной из семи схваток с советскими борцами. В период 1960-х гг. наблюдался спад в организации взаимных визитов борцовских команд, но уже с началом 1970-х гг. эти контакты активизировались. О том, насколько важными событиями были матчевые встречи по борьбе для советской стороны может служить матч в Нью-Йорке в 1958 году, где присутствовали Посол СССР в США М. А. Меньшиков и первый чемпион мира по борьбе Георг Гаккеншмидт, и матч в Хемпстеде в марте 1972 года, на котором присутствовали не только рекордное для такого спортивного мероприятия количество зрителей, но и Постоянный представитель СССР при Организации Объединённых Наций Я. А. Малик.
Сборная СССР традиционно отличалась качеством своего состава, в неё обычно входили чемпионы олимпийских игр, чемпионы Европы и мира, призёры кубка мира, чемпионы советских республик. Матчи в США проходили, главным образом, в формате встреч сборных команд, куда входили только титулованные спортсмены (all-star meet), для этого спортсменам из обеих стран предстояло пройти квалификационные отборочные соревнования в своих странах. Места жительства членов американской сборной становились пунктами в соревновательном графике предстоящего тура. Кроме «матчей всех звёзд» проходили также встречи сборной СССР с региональными сборными штатов. Организацией этих мероприятий в США занимались преимущественно Комитет по борьбе при Союзе спортсменов любителей США (AAU Wrestling), Федерация борьбы США (U.S. Wrestling Federation), а также организация студенческого и молодёжного спорта «Спортсмены в действии» (Athletes in Action). Сборная США, находясь в СССР, соответственно встречалась со сборными национальных республик (прежде всего РСФСР, УССР, ГрССР, где были сильнейшие команды борцов).
Процедура взвешивания проводилась в день встреч в присутствии прессы, как правило, в отелях по месту расквартировки советских спортсменов. Встречи проходили по унифицированным олимпийским правилам (отсюда и их название), где использовалась международная система начисления баллов за технические действия, — поскольку в американской любительской борьбе больше трёх очков за одно успешное техническое действие не начислялось, броски были не так популярны, как среди спортсменов советской сборной, которые буквально гнались за «четырёхочковыми» бросками и прежде всего отдавали предпочтение амплитудным броскам.
Советским борцам устраивали торжественные церемонии встречи по прибытии на место предстоящего матча. Во время первого прибытия советской сборной в США, вся команда вместе с тренерами и сопровождающим была приглашена в Сэндс-Пойнт на семейный пасхальный обед в дом Чарльза Пауэрса, председателя комиссии штата Нью-Йорк по борьбе и члена Комитета по борьбе при Союзе спортсменов любителей США. Кроме званого обеда гости посетили рестораны Horn & Hardart Authomat, La Barraca, The Floridian, Miyako, El Rancho, и ночной клуб Latin Quarter. Госдепартамент США не выделил ни цента на организацию указанных встреч и поездок, всё это финансировалось либо частными лицами, либо муниципальными властями. Во время приезда советской сборной в Талсу в 1958 году, самолёт с советскими спортсменами в аэропорту встречала делегация местных жителей во главе с мэром города Джорджем Норвеллом и победительницей конкурса красоты «Мисс Талса» Линдой Уоллес, устроивших прибывшим церемонию встречи. Советским борцам были дарованы символические ключи от города, флаг Оклахомы и трубка мира, которые по приезде их обратно были переданы в Государственный музей спорта в Москве. Во время приезда советской сборной в Уилкс-Барре в 1979 году, мэр города Уолтер Лисман вручил капитану команды Ивану Ярыгину символические ключи от города. Не обходилось без курьёзов, так во время церемонии открытия матча в Нью-Йорке 17 апреля 1958 года устроители повесили Государственный флаг СССР перевёрнутым сверху вниз, а когда заиграл «гимн СССР», присутствовавший на трибуне посол М. А. Меньшиков заметил: «Они ошиблись. Это не наш гимн». Ситуация с гимном повторялась впоследствии в Эймсе 4 апреля 1985 года, когда вместо государственного гимна СССР пустили в записи советский олимпийский гимн (по утверждению организаторов, на кассете с записью было написано «Olympic Fanfare and Soviet Anthem», что привело к конфузу). Главный тренер сборной СССР В. М. Игуменов настоял на том, чтобы включили настоящий гимн СССР, иначе он пригрозил не пускать борцов на соревнования.
Особую важность матчевые встречи приобретали в период обоюдных олимпийских бойкотов. В условиях невозможности встречи советских и американских борцов на ковре Олимпиады, матчевые встречи по олимпийской борьбе (а именно так назывались матчи сборных команд основного состава) несли с собой «кусочек Олимпиады» для зрителей. В связи с советским бойкотом Олимпийских игр 1984 года в Лос-Анджелесе, американские спортивные обозреватели сходу отметили перспективы выигрыша сборной США восьми золотых медалей вместо трёх, если бы соревнования не бойкотировались СССР и социалистическими странами. Таким образом сборная СССР, бесспорный фаворит соревнований по вольной борьбе на летних Олимпийских играх 1984, осталась без возможности побороться за олимпийское золото, а матчевые встречи апреля 1984 года имели статус предолимпийских соревнований Встречи продолжались, несмотря на ответный бойкот Олимпийских игр с американской стороны и то, что Госдепартамент США не рекомендовал американским спортсменам участвовать в соревнованиях в СССР, и носили характер своего рода компенсации несостоявшихся олимпийских поединков, поскольку встречались сборная СССР — чемпион бойкотированной Западом Олимпиады-80 со сборной США — чемпионом бойкотированной СССР Олимпиады-84.
Несмотря на напряжённую обстановку на международной политической арене с 1950-х по 1980-е годы, в ходе матчевых встреч с самого их начала царила дружеская обстановка. Заместитель председателя Госкомспорта СССР Михаил Песляк на заре проведения матчевых встреч писал о том, что американские спортсмены были настолько же рады возможности посоревноваться с советскими оппонентами, как и советские спортсмены. По свидетельству Билла Мартелла, одного из организаторов данных мероприятий с американской стороны, встречи как таковые, несмотря на накал поединков и ожесточённость состязаний на ковре, вне соревновательной площадки проходили в обоюдной дружеской обстановке, как в США, так и в СССР. Для советских спортсменов командировка в США была желаемой вехой в спортивном календаре, равно и для американских спортсменов, перед которыми открывалась возможность побывать в СССР. Также по его словам, в составе советской сборной всегда были только опытные борцы, закалённые в различных международных соревнованиях, и проверенные: «Эти спортсмены не предадут», — так характеризовал их Мартелл. Иллюстрацией того, насколько важным событием являлись матчи СССР — США по борьбе, может служить ситуация 1974 года, когда конгресс ФИЛА постановил провести розыгрыш очередного кубка мира на Канарских островах, — в итоге основной состав сборной СССР отправился на американское турне, в то время как бороться за кубок мира отправились спортсмены запасного состава. По словам тренера сборной США Дейла Томаса, атмосфера проведения встреч характеризовалась отнюдь не показным духом спортивного товарищества и дружбы обеих сторон, что в равной степени касалось всех задействованных в мероприятиях, как самих спортсменов, так и лиц тренерского состава, а также сопровождавших сборную переводчиков и прочего антуража. Тренер сборной СССР Иван Ярыгин выражал аналогичные суждения по поводу обстановки проведения матчевых встреч в период обострения советско-американских отношений в 1980-е годы.

## Перечень
Приводимые ниже даты встреч в США могут отличаться на одни сутки ввиду разницы во времени, поскольку в это время в Москве были уже следующие сутки, а в самих США из-за разницы в часовых поясах, даты также могли быть разными на Восточном и Западном побережье.
Приводимые ниже счета матчей могут быть указаны как в соотношении побед и поражений, так и набранных очков.
| Год       | Дата             | Место                                | Арена                                    | Победитель   | Счёт         |
| --------- | ---------------- | ------------------------------------ | ---------------------------------------- | ------------ | ------------ |
| 1958      | 5—9 апреля       | Кингс-Пойнт                          |                                          | демонстрация | демонстрация |
| 1958      | 5—9 апреля       | Сэндс-Пойнт                          |                                          | демонстрация | демонстрация |
| 1958      | 5—9 апреля       | Нью-Йорк                             |                                          | демонстрация | демонстрация |
| 1958      | 11 апреля        | Норман                               | McCasland Field House                    | СССР         | 7:1          |
| 1958      | 12 апреля        | Стиллуотер                           | Gallagher Hall                           | СССР         | 5:1          |
| 1958      | 15 апреля        | Талса                                | Edison Field House                       | СССР         | 5:0          |
| 1958      | 17 апреля        | Нью-Йорк                             | New York Athletic Club                   | СССР         | 6:1          |
| 1959      | 20 июня          | Москва                               | Дворец спорта ЦС им. Ленина              | СССР         | 7:1          |
| 1959      | 22 июня          | Ленинград                            |                                          | СССР         | 7:1          |
| 1959      | 24 июня          | Киев                                 |                                          | СССР         | 7½:1½        |
| 1959      | 27 июня          | Тбилиси                              |                                          | СССР         | 6:2          |
| 1971      | февраль          | Флаг СССР                            |                                          | СССР         |              |
| 1971      | 13 марта         | Чаттануга                            | Maclellan Gymnasium                      | СССР         | 8:2          |
| 1971      | 15 марта         | Оклахома-Сити                        | State Fair Arena                         | СССР         | 6:4          |
| 1971      | 17 марта         | Уотерлу                              | McElroy Auditorium                       | СССР         | 7:3          |
| 1971      | 20 марта         | Эванстон                             | Северо-Западный университет              | СССР         | 7:3          |
| 1972      | 10 февраля       | Тбилиси                              |                                          | СССР         | 7:1          |
| 1972      | 14 февраля       | Киев                                 | Дворец спорта                            | ничья        | 4:4          |
| 1972      | 17 марта         | Аллентаун                            | Muhlenberg Memorial Hall                 | СССР         | 7:3          |
| 1972      | 20 марта         | Анока                                | Anoka High School Fieldhouse             | СССР         | 5:3          |
| 1972      | 22 марта         | Кент                                 | Kent State Memorial Gymnasium            | СССР         | 5½:4½        |
| 1972      | 24 марта         | Хемпстед                             | Hofstra Physical Fitness Center          | СССР         | 6½:3½        |
| 1973      | 8 февраля        | Ереван                               |                                          | СССР         | 5½:4½        |
| 1973      | 10 февраля       | Баку                                 |                                          | СССР         | 8½:1½        |
| 1973      | 13 февраля       | Ленинград                            | Дворец спорта «Юбилейный»                | СССР         | 7:3          |
| 1973      | 23 мая           | Мадисон                              | University of Wisconsin Field House      | СССР         | 17:3         |
| 1973      | 26 мая           | Колумбус                             | St. John Arena                           | СССР         | 9:1          |
| 1973      | 30 мая           | Брокпорт                             | Brockport State Gym                      | СССР         | 8½:1½        |
| 1973      | 1 июня           | Нью-Йорк                             | Мэдисон-сквер-гарден                     | СССР         | 11:9         |
| 1974      | 29 января        | Москва                               |                                          | СССР         | 7:2          |
| 1974      | 6 февраля        | Москва                               |                                          | СССР         | 13:5         |
| 1974      | 7 февраля        | Киев                                 | Дворец спорта                            | СССР         | 13:5         |
| 1974      | 8 февраля        | Минск                                |                                          | СССР         | 16:2         |
| 1974      | 19 марта         | Нью-Йорк                             | Мэдисон-сквер-гарден                     | СССР         | 8:2          |
| 1974      | 22 марта         | Лонг-Бич                             | Long Beach Arena                         | СССР         |              |
| 1974      | 23 марта         | Лонг-Бич                             | Long Beach State Gym                     | демонстрация | демонстрация |
| 1974      | 27 марта         | Сан-Диего                            | Peterson Gym                             | СССР         | 18:2         |
| 1974      | 30 марта         | Беркли                               | Harmon Gym                               | СССР         | 20:0         |
| 1974      | 2 апреля         | Чаттануга                            | University of Tennessee Arena            | СССР         | 16:4         |
| 1974      | 5 апреля         | Алегзандрия                          |                                          | СССР         | 9:1          |
| 1975      | 29 января        | Ереван                               |                                          | СССР         | 8:2          |
| 1975      | 6 февраля        | Баку                                 |                                          | СССР         | 8:2          |
| 1975      | 10 февраля       | Алма-Ата                             | Дворец спорта им. 50-летия Октября       | СССР         | 7:3          |
| 1975      | 3 апреля         | Чикаго                               | Chicago International Amphitheatre       | СССР         | 28:6         |
| 1975      | 4 апреля         | Джэксонвилл                          |                                          | СССР         | 8:2          |
| 1975      | 6 апреля         | Граймс-Хилл                          | Wagner College Gymnasium                 | СССР         | 9:1          |
| 1975      | 9 апреля         | Блумсберг                            | Nelson Field House                       | СССР         | 9:1          |
| 1975      | 13 апреля        | Мидленд                              |                                          |              |              |
| 1976      | 6 февраля        | Махачкала                            |                                          | СССР         | 10:1         |
| 1976      | 4 марта          | Ист-Лансинг                          | Jenison Fieldhouse                       | СССР         | 10:4         |
| 1976      | март             | Майами                               |                                          | СССР         |              |
| 1978      | 24 января        | Ереван                               |                                          | СССР         | 9:1          |
| 1978      | 2 февраля        | Баку                                 |                                          | СССР         | 10:2         |
| 1978      | 4 февраля        | Москва                               |                                          | СССР         | 9:3          |
| 1978      | 6 апреля         | Анн-Арбор                            |                                          | СССР         | 10:2         |
| 1979      | 30 января        | Алма-Ата                             | Дворец спорта им. 50-летия Октября       | СССР         | 8:2          |
| 1979      | 1 февраля        | Фрунзе                               |                                          | СССР         | 7:3          |
| 1979      | 26 марта         | Нью-Йорк                             | Мэдисон-сквер-гарден                     | СССР         |              |
| 1979      | 28 марта         | Уилкс-Барре                          | King’s College Gym                       | СССР         | 7:4          |
| 1979      | 2 апреля         | Рапид-Сити                           | Rushmore Plaza Civic Center              | СССР         |              |
| 1979      | апрель           | Финикс                               |                                          | СССР         |              |
| 1979      | 7 апреля         | Анахайм                              | Anaheim Convention Center                | СССР         |              |
| 1980      | январь           | Орджоникидзе                         |                                          | СССР         | 8:2          |
| 1980      | 28 января        | Тбилиси                              | Дворец спорта                            | СССР         | 6:3          |
| 1980      | 1 февраля        | Ташкент                              |                                          | СССР         | 6:3          |
| 1980      | 26 марта         | Гленс-Фоллс                          | Glens Falls Civic Center                 | СССР         | 8:2          |
| 1980      | 2 апреля         | Рапид-Сити                           | Rushmore Plaza Civic Center              | ничья        | 5:5          |
| 1980      | 4 апреля         | Темпе                                | Wells Fargo Arena                        | СССР         |              |
| 1981      | 28 марта         | Атлантик-Сити                        |                                          | СССР         | 8:2          |
| 1981      | 1 апреля         | Конкорд                              | Concord Pavilion                         | СССР         | 9:1          |
| 1981      | 4 апреля         | Норман                               | Lloyd Noble Center                       | СССР         | 6:4          |
| 1982      | 26 января        | Одесса                               | Дворец спорта                            | СССР         | 9:0          |
| 1982      | 2 февраля        | Новосибирск                          |                                          | СССР         | 10:1         |
| 1982      | 6 февраля        | Москва                               |                                          | СССР         | 6:3          |
| 1982      | март             | Атлантик-Сити                        |                                          | СССР         | 7:3          |
| 1982      | 31 марта         | Шиппенсбург                          | Shippensburg State College               | СССР         | 6:4          |
| 1983      | 25 января        | Киев                                 | Дворец спорта                            | СССР         | 9:1          |
| 1983      | январь           | Ленинград                            |                                          | СССР         |              |
| 1983      | 3 февраля        | Минск                                | Дворец спорта                            | СССР         | 7:2          |
| 1983      | 22 марта         | Сентер-Вэлли                         | Stabler Center                           | СССР         | 7:3          |
| 1983      | 30 марта         | Сидар-Рапидс                         | Five Seasons Center                      | СССР         | 7:4          |
| 1983      | 4 апреля         | Стиллуотер                           | Gallagher Hall                           | СССР         | 8:3          |
| 1984      |                  |                                      |                                          |              |              |
| январь    | Орджоникидзе     |                                      | ничья                                    | 5:5          |              |
| 31 января | Грозный          | Грозненский цирк                     | СССР                                     | 8:2          |              |
| 9 февраля | Ташкент          | Дворца спорта «Юбилейный»            | СССР                                     | 7:3          |              |
| 28 марта  | Эванстон         | Welsh-Ryan Arena                     | СССР                                     | 8:2          |              |
| 4 апреля  | Колорадо-Спрингс | Olympic Sports Center                | СССР                                     | 8:2          |              |
| 8 апреля  | Юниверсити-Парк  | Rec Hall                             | СССР                                     | 6:4          |              |
| 1985      |                  |                                      |                                          |              |              |
| 30 января | Ереван           |                                      | СССР                                     | 9:1          |              |
| 6 февраля | Новосибирск      |                                      | СССР                                     | 9:1          |              |
| 8 февраля | Москва           | Малая спортивная арена ЦС им. Ленина | СССР                                     | 9:1          |              |
| 2 апреля  | Гаррисберг       | State Farm Show Building             | СССР                                     | 10:0         |              |
| 4 апреля  | Эймс             | Hilton Coliseum                      | СССР                                     | 9:1          |              |
| 6 апреля  | Арлингтон-Хайтс  | John Hersey High School              | СССР                                     | 9:1          |              |
| 10 апреля | Нью-Йорк         | Мэдисон-сквер-гарден                 | СССР                                     | 8:2          |              |
| 1986      | 28 января        | Киев                                 | Дворец спорта                            | СССР         | 9:1          |
| 1986      | 2 февраля        | Ташкент                              | Дворец спорта «Юбилейный»                | СССР         | 6:4          |
| 1986      | 4 февраля        | Фрунзе                               | Дворец спорта имени В. И. Ленина         | СССР         | 5:4          |
| 1986      | 26 марта         | Эванстон                             | Welsh-Ryan Arena                         | СССР         | 7:3          |
| 1986      | 28 марта         | Корваллис                            | Gill Coliseum                            | СССР         | 9:1          |
| 1986      | 30 марта         | Гарден-Сити                          | Nassau Community College                 | СССР         | 7:3          |
| 1987      | 29 января        | Гори                                 | Горийский цирк                           | СССР         | 8:2          |
| 1987      | февраль          | Ереван                               |                                          | СССР         | 8:2          |
| 1987      | 7 февраля        | Ленинград                            | СК «Юбилейный»                           | СССР         | 9:1          |
| 1987      | 1 апреля         | Айова-Сити                           | Carver-Hawkeye Arena                     | СССР         | 7:3          |
| 1987      | 5 апреля         | Миннеаполис                          | Williams Arena                           | СССР         | 10:0         |
| 1987      | 7 апреля         | Портленд                             | Portland Memorial Coliseum               | СССР         | 7:3          |
| 1987      | 10 апреля        | Анкоридж                             | Sullivan Arena                           | СССР         | 8:2          |
| 1988      | январь           | Абакан                               |                                          | СССР         | 6:4          |
| 1988      | 27 января        | Черкесск                             | Дворец спорта "Спартак"                  | СССР         | 6:4          |
| 1988      | 29 марта         | Нью-Йорк                             | Мэдисон-сквер-гарден                     | СССР         | 6:4          |
| 1988      | 31 марта         | Орландо                              |                                          | СССР         | 6:4          |
| 1988      | 30 декабря       | Темпе                                | Arizona State University Activity Center | США          | 7:3          |
| 1989      | январь           | Якутск                               | Спорткомплекс «Динамо»                   | СССР         | 6:4          |
| 1989      | январь           | Кишинёв                              |                                          | ничья        | 5:5          |
| 1989      | 5 апреля         | Эдинборо                             | Edinboro University                      | США          | 20:18        |
| 1989      | 7 апреля         | Денвер                               | Макниколс Спортс-арена                   | СССР         | 7,5:2,5      |
| 1990      | январь           | Кировск (Могилёвская область)        |                                          | США          | 6:4          |
| 1990      | январь           | Орджоникидзе                         |                                          | СССР         | 7:3          |
| 1991      | 9 апреля         | Сиракьюс                             | Onondaga County War Memorial             | СССР         | [ 188 ]      |
| 1991      | 11 апреля        | Портленд                             | Portland Memorial Coliseum               | СССР         |              |
| 1991      |                  | Ла-Кросс                             |                                          | СССР         |              |
| 1991      | 5 ноября         | Бойсе                                | Boise State University Pavilion          | СССР         | 17:13        |

| Год  | Дата   | Место     | Арена        | Победитель | Счёт | Характер встречи              |
| ---- | ------ | --------- | ------------ | ---------- | ---- | ----------------------------- |
| 1990 | 19 мая | Сан-Диего | Peterson Gym | ничья      | 5:5  | матч сборной ВДФСО профсоюзов |

| Год  | Дата   | Место         | Арена                             | Победитель | Счёт |
| ---- | ------ | ------------- | --------------------------------- | ---------- | ---- |
| 1974 | 21 мая | Огаста        | Augusta Civic Center              | СССР       | 18:2 |
| 1974 | 23 мая | Бетпейдж      |                                   | СССР       | 19:1 |
| 1974 | 28 мая | Нью-Кингстаун | Cumberland Valley High School     | СССР       | 17:3 |
| 1974 | 31 мая | Мизула        | Harry Adams Field House           | СССР       | 19:1 |
| 1974 | 1 июня | Ларами        | War Memorial Fieldhouse           | СССР       | 20:0 |
| 1974 | 4 июня | Плимут        |                                   | СССР       | 20:0 |
| 1974 | 7 июня | Кливленд      | Cleveland Arena                   | СССР       | 15:5 |
| 1974 | 8 июня | Норфолк       |                                   | СССР       | 19:1 |
| 1974 | август | Москва        |                                   |            |      |
| 1974 | август | Иркутск       |                                   |            |      |
| 1975 | 21 мая | Огаста        | Augusta Civic Center              | СССР       | 4:1  |
| 1975 | 22 мая | Бостон        |                                   | СССР       |      |
| 1975 | 24 мая | Юниондейл     | Нассау Ветеранз Мемориал Колизеум | СССР       | 9:1  |
| 1975 | май    | Огайо         |                                   |            |      |
| 1975 | май    | Висконсин     |                                   |            |      |
| 1975 | май    | Иллинойс      |                                   |            |      |
| 1975 | май    | Пенсильвания  |                                   |            |      |
| 1975 | 13 мая | Уотерлу       | Waterloo West High School         |            |      |
| 1975 | 17 мая | Морристаун    | Mennen Sports Arena               |            |      |
| 1975 | июнь   | Флаг СССР     |                                   |            |      |
| 1975 | июнь   | Флаг СССР     |                                   |            |      |